# 圣让普季
圣让普季（法語：Saint-Jean-Poudge，法語發音：[sɛ̃ ʒɑ̃ pudʒ] ⓘ）是法国大西洋比利牛斯省的一个市镇，属于波城区。

## 地理
圣让普季（43°31'32"N, 0°11'5"W）面积3.93 平方千米，位于法国新阿基坦大区大西洋比利牛斯省，该省份为法国东南部省份，涵盖了贝阿恩与北巴斯克，西临大西洋比斯開灣，北至朗德省，东北接热尔省，东临上比利牛斯省，南与西班牙接壤。
与圣让普季接壤的市镇（或旧市镇、城区）包括：比罗斯芒杜斯、卡迪永、孔谢德贝阿尔恩、马斯卡拉斯-阿龙、塔杜斯-于索、维亚莱。
圣让普季的时区为UTC+01:00、UTC+02:00（夏令时）。

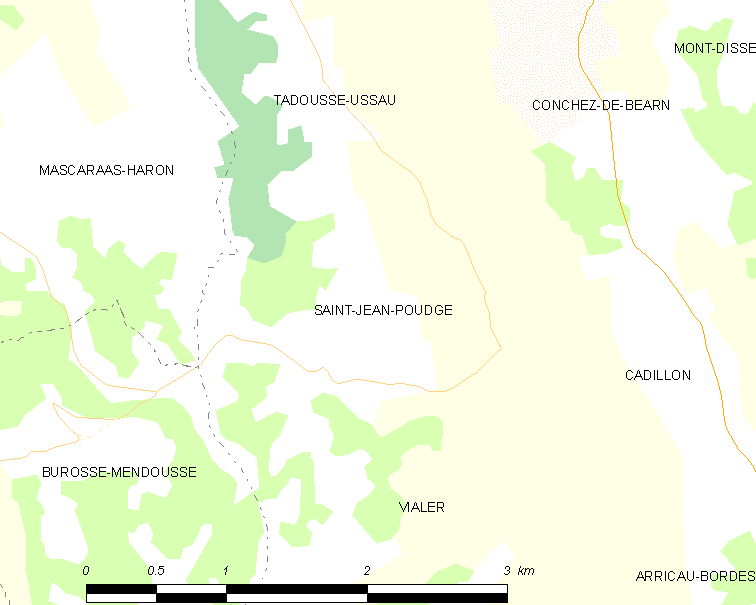
圣让普季的OSM定位图

## 行政
圣让普季的邮政编码为64330，INSEE市镇编码为64486。

## 政治
圣让普季所属的省级选区为吕伊河土地和维克比伊山坡县。

## 人口

1962-2008年间圣让普季人口变化图示

圣让普季于2022年1月1日时的人口数量为74人。